# 帅孟奇

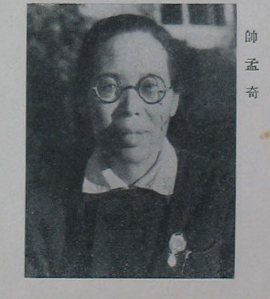

帅孟奇（1897年1月3日—1998年4月13日），湖南汉寿人，中華人民共和國女性政治人物。

## 生平
1926年2月，帅孟奇加入中國共產黨，并擔任汉寿县委委员、江苏省委妇女部长等職位。1932年，因顧順章等出賣而被捕，獄中遭受酷刑仍不屈服。抗日戰爭時期，被釋放并擔任中共湖南工委秘書長等職。此後前往延安，擔任中共中央農民運動委員會政治秘書、陝甘寧边区政府黨委委員兼物資局書記。第二次國共內戰期間，擔任中共中央婦委秘書長、代理書記。
中華人民共和國成立后，擔任全國婦聯常委兼組織部長，后擔任中央組織部副部長等職。文化大革命期間再次受到迫害。文革結束后，當選中紀委常委、中顧委委員。其故居現為湖南省文物保護單位。